# Colin Jackson
Colin Ray Jackson (Cardiff, 18 febbraio 1967) è un ex ostacolista e velocista britannico, tra i più forti nella specialità dei 110 metri ostacoli degli anni novanta e duemila.

## Biografia
In carriera ha vinto 2 titoli mondiali, 4 titoli europei e un argento olimpico.
È stato il primatista mondiale dei 110 metri ostacoli per quasi tredici anni: il suo tempo di 12"91, ottenuto a Stoccarda il 20 agosto 1993, è rimasto imbattuto fino all'11 luglio 2006, quando il cinese Liu Xiang ha corso la distanza in 12"88. Ha detenuto fino al 2021 anche il record mondiale dei 60 metri ostacoli con il tempo di 7"30, stabilito a Sindelfingen il 6 marzo 1994.
Si è ritirato dalle competizioni dopo i Mondiali indoor svoltisi a Birmingham nel marzo 2003. Lasciata l'attività agonistica, è diventato commentatore sportivo per la BBC.
Il 26 agosto 2017, ha fatto coming out dichiarandosi gay in una clip della televisione svedese che promuoveva la serie "Rainbow Heroes".

## Record nazionali
Seniores
- 60 metri ostacoli indoor: 7"30 ( Sindelfingen, 6 marzo 1994)
- 110 metri ostacoli: 12"91 ( Stoccarda, 20 agosto 1993)

## Palmarès
| Anno                                  | Manifestazione          | Sede         | Evento     | Risultato  | Prestazione | Note                  |
| ------------------------------------- | ----------------------- | ------------ | ---------- | ---------- | ----------- | --------------------- |
| In rappresentanza della Gran Bretagna |                         |              |            |            |             |                       |
| 1985                                  | Europei juniores        | Cottbus      | 110 m hs   | Argento    | 13"69       |                       |
| 1986                                  | Mondiali juniores       | Atene        | 110 m hs   | Oro        | 13"44       |                       |
| 1987                                  | Europei indoor          | Liévin       | 60 m hs    | Argento    | 7"63        |                       |
| 1987                                  | Mondiali indoor         | Indianapolis | 60 m hs    | 4º         | 7"68        |                       |
| 1987                                  | Mondiali                | Roma         | 110 m hs   | Bronzo     | 13"38       |                       |
| 1988                                  | Giochi olimpici         | Seul         | 110 m hs   | Argento    | 13"28       |                       |
| 1989                                  | Europei indoor          | L'Aia        | 60 m hs    | Oro        | 7"59        |                       |
| 1989                                  | Mondiali indoor         | Budapest     | 60 m hs    | Argento    | 7"45        |                       |
| 1990                                  | Europei                 | Spalato      | 110 m hs   | Oro        | 13"18       |                       |
| 1991                                  | Mondiali                | Tokyo        | 110 m hs   | Semifinale | dns         |                       |
| 1992                                  | Giochi olimpici         | Barcellona   | 110 m hs   | 7º         | 13"46       |                       |
| 1993                                  | Mondiali indoor         | Toronto      | 60 m hs    | Argento    | 7"43        |                       |
| 1993                                  | Mondiali                | Stoccarda    | 110 m hs   | Oro        | 12"91       | Record mondiale       |
| 1993                                  | Mondiali                | Stoccarda    | 4×100 m    | Argento    | 37"77       | Record europeo        |
| 1994                                  | Europei indoor          | Parigi       | 60 m piani | Oro        | 6"49        |                       |
| 1994                                  | Europei indoor          | Parigi       | 60 m hs    | Oro        | 7"41        |                       |
| 1994                                  | Europei                 | Helsinki     | 110 m hs   | Oro        | 13"08       |                       |
| 1996                                  | Giochi olimpici         | Atlanta      | 110 m hs   | 4º         | 13"19       |                       |
| 1997                                  | Mondiali indoor         | Parigi       | 60 m hs    | Argento    | 7"49        |                       |
| 1997                                  | Mondiali                | Atene        | 110 m hs   | Argento    | 13"05       |                       |
| 1998                                  | Europei                 | Budapest     | 110 m hs   | Oro        | 13"02       |                       |
| 1999                                  | Mondiali indoor         | Maebashi     | 60 m hs    | Oro        | 7"38        | Record dei campionati |
| 1999                                  | Mondiali                | Siviglia     | 110 m hs   | Oro        | 13"04       |                       |
| 2000                                  | Giochi olimpici         | Sydney       | 110 m hs   | 5º         | 13"28       |                       |
| 2002                                  | Europei indoor          | Vienna       | 60 m hs    | Oro        | 7"40        |                       |
| 2002                                  | Europei                 | Monaco       | 110 m hs   | Oro        | 13"11       |                       |
| 2003                                  | Mondiali indoor         | Birmingham   | 60 m hs    | 5º         | 7"61        |                       |
| In rappresentanza del Galles          |                         |              |            |            |             |                       |
| 1986                                  | Giochi del Commonwealth | Edimburgo    | 110 m hs   | Argento    | 13"42       |                       |
| 1990                                  | Giochi del Commonwealth | Auckland     | 110 m hs   | Oro        | 13"08       |                       |
| 1994                                  | Giochi del Commonwealth | Victoria     | 110 m hs   | Oro        | 13"08       | Record dei campionati |
| 2002                                  | Giochi del Commonwealth | Manchester   | 110 m hs   | Argento    | 13"39       |                       |

## Altre competizioni internazionali
1989
- Coppa Europa di atletica leggera ( Gateshead)
- Argento in Coppa del mondo ( Barcellona), 110 m hs - 12"95

1992
- Oro in Coppa del mondo ( L'Avana), 110 m hs - 13"07

1993
- Oro alla Grand Prix Final ( Londra), 110 m hs - 13"14

1994
- Oro alla Grand Prix Final ( Parigi), 110 m hs - 13"08

1997
- Coppa Europa di atletica leggera ( Monaco di Baviera)

1998
- Coppa Europa di atletica leggera ( San Pietroburgo)
- Argento in Coppa del mondo ( Johannesburg), 110 m hs - 13"11

1999
- Argento alla Grand Prix Final ( Monaco di Baviera), 110 m hs - 13"17

2001
- 5º alla Grand Prix Final ( Melbourne), 110 m hs - 13"68

## Riconoscimenti
- Atleta mondiale dell'anno (1993)
- Atleta europeo dell'anno (1994)